# Comipems
La Comipems (Comisión Metropolitana de Instituciones Públicas de Educación Media Superior) fue una institución encargada de realizar anualmente, el concurso de asignación a la educación media superior de la Zona Metropolitana del Valle de México, a través de un examen de acceso al bachillerato estandarizado. 
Desapareció el 3 de febrero de 2025 mediante un decreto firmado por la Presidenta de México, Claudia Sheinbaum, autoridades de la Ciudad de México y Estado de México, así como representantes de instituciones educativas.  
A partir del 2025 se creó un nuevo sistema llamado ECOEMS para ingresara  las preparatorias en la Zona Metropolitana del Valle de México, pero solo se aplica para las preparatorias de la UNAM (Escuela Nacional Preparatoria (ENP) o Colegio de Ciencias y Humanidades (CCH) ) y al IPN (CECyT).

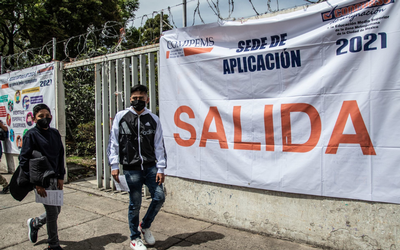
Aspirantes saliendo de la sede, después de haber realizado su examen comipems en el 2021.

## Historia
Se creó en 1995 como respuesta a la necesidad de un proceso de selección transparente y equitativo para la asignación de lugares en las escuelas de educación media superior en la Zona Metropolitana del Valle de México (ZMVM).
En 1995, las autoridades educativas de la ZMVM se reunieron para crear un nuevo sistema de admisión al bachillerato que fuera más equitativo, transparente y eficiente. El resultado fue la creación del COMIPEMS, un concurso de asignación que se basa en los siguientes principios:
- Igualdad de oportunidades: Todos los estudiantes tienen las mismas posibilidades de obtener un lugar en la escuela de su preferencia, independientemente de su origen socioeconómico o lugar de residencia.
- Transparencia: Los criterios de selección son claros y objetivos.
- Eficiencia: El proceso de admisión es sencillo y rápido.

En 1996. se realizó por primera vez el examen siendo las instituciones involucradas: el Colegio de Bachilleres, el Colegio Nacional de Educación Profesional Técnica, la Dirección General de Educación Tecnológica Agropecuaria, la Dirección General de Educación Tecnológica Industrial, la Dirección General del Bachillerato, el Instituto Politécnico Nacional, la Secretaría de Educación del Gobierno del Estado de México, la Universidad Autónoma del Estado de México y la Universidad Nacional Autónoma de México.
En 2023, la candidata a la presidencia de México Claudia Sheinbaum, anunció su interés por eliminar el examen, respaldando a la candidata a la jefatura de la Ciudad de México Clara Brugada, argumentando que el examen que impide que los jóvenes puedan continuar a la preparatoria.
En 2024 el nombrado secretario de educación pública Mario Delgado anuncio sus intenciones de suprimir el examen argumentando que no permite a los jóvenes estudiar de forma adecuada la preparatoria y continuar sus estudios en esta misma

## Escuelas que participan
En el concurso de la Comipems participan 458 escuelas públicas y privadas de la Ciudad de México y algunos municipios del Estado de México. Estas escuelas pertenecen a las siguientes instituciones:

### Universidad Nacional Autónoma de México (UNAM)

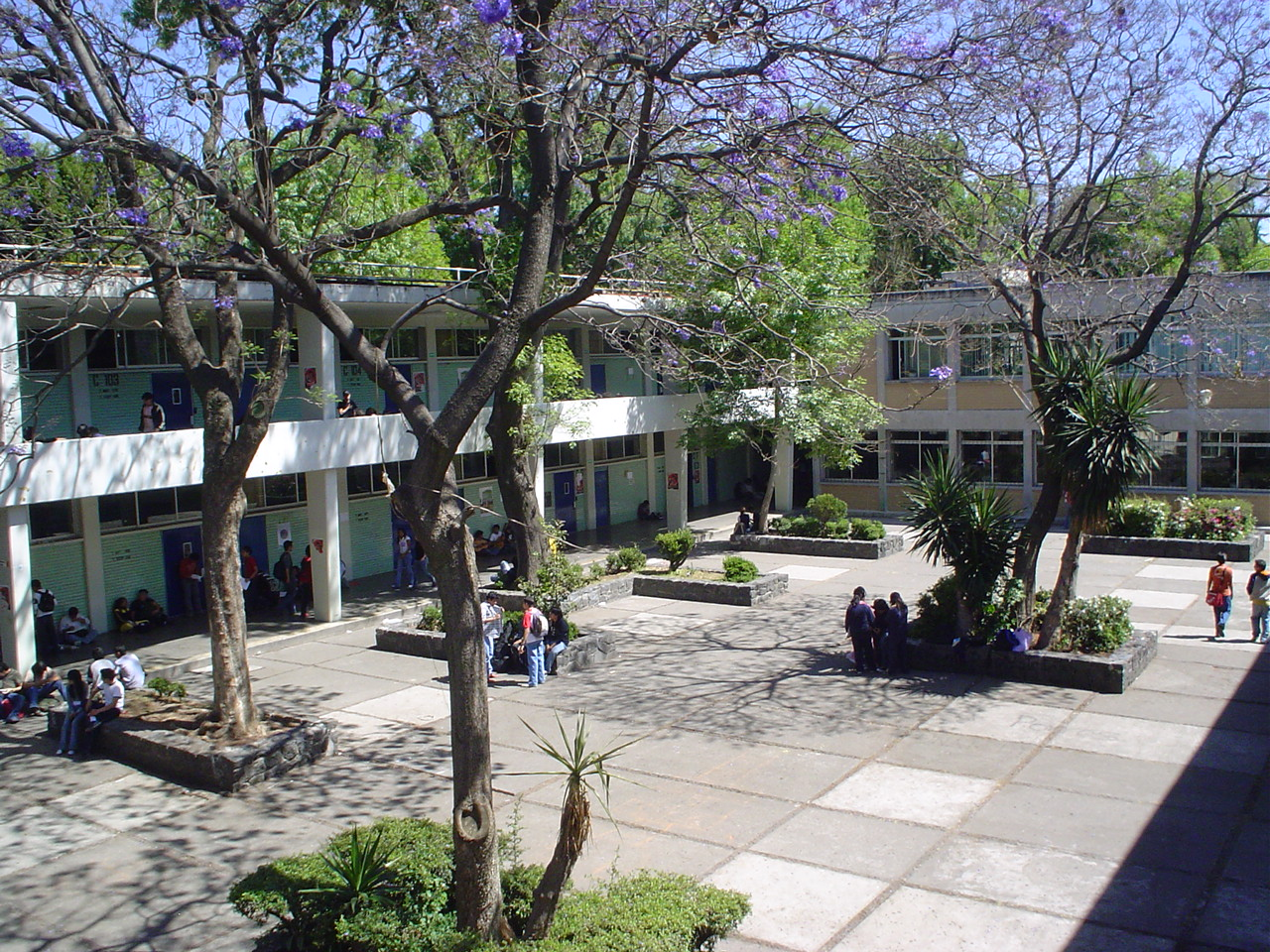
Aulas en la Escuela Nacional Preparatoria 6.

La UNAM es una de las que más demanda tiene el COMIPEMS y se especializa para más de 114 carreras pero en la Media Superior cuenta con 14 planteles de la media superior que son las siguientes:
- La Escuela Nacional Preparatoria cuenta con 9 planteles en la Ciudad de México, y es en esta donde se encuentra la escuela que más aciertos pide que es la Escuela Nacional Preparatoria 6 que pide 112 aciertos.[9]
- El Colegio de Ciencias y Humanidades cuenta con 5 planteles, 4 en la Ciudad de México y 1 en el Estado de México, el plantel que más pide es el Colegio de Ciencias y Humanidades Plantel Sur que pide 95 aciertos.[9]

### Instituto Politécnico Nacional (IPN)
El IPN, el cual se especializa en la rama de la Ingeniería y Contaduría y para la Media Superior cuenta con 19 planteles de educación media superior que son las siguientes:
- El Centros de Estudios Tecnológicos Y Científicos (CECYT) cuenta con 19 planteles pero 3 de ellos no son del valle de México, cuenta con 13 planteles en la Ciudad de México y 2 en el Estado de México, el plantel que más aciertos pide es el Centro de Estudios Científicos y Tecnológicos n.º 9 con 103 aciertos.[9]
- El Centro de Estudios Tecnológicos (CET) cuenta con un solo plantel que es el Centro de Estudios Tecnológicos n.º 1 que se encuentra en la Ciudad de México y solo pide 79 aciertos.[9]

### Colegio de Bachilleres (Colbach)
El Colegio de Bachilleres cuenta con 150 planteles, pero 20 de ellos solo participan en el examen COMIPEMS, cuenta con 18 planteles en la Ciudad de México y con 2 en el Estado de México, el plantel que más aciertos pide es Colegió de Bachilleres n.º 20 con 82 aciertos.

### Dirección General de Educación Tecnológica Industrial (DGETI)
La Dirección General de Educación Tecnológica Industrial (DGETI) tiene planteles en la Ciudad de México y en el Estado de México. El Centro de Estudios Tecnológicos, Industriales y de Servicios cuenta con 34 planteles en la Ciudad de México y con 17 planteles en el Estado de México, el plantel que más aciertos pide es el Centro de Estudios Tecnológicos, Industriales y de Servicios n.º 2 con 71 aciertos.

### Universidad Autónoma del Estado de México (UAEM)
La Universidad Autónoma del Estado de México cuenta con 11 planteles que solo 1 participa al COMIPEMS que es el Universidad Autónoma del Estado de México Plantel Texcoco, que solo pide 89 aciertos.

### Colegio Nacional de Educación Profesional Técnica (Conalep)
El Colegio Nacional de Educación Profesional Técnica cuenta con 27 planteles, divididos en 14 en la Ciudad de México y 13 en el Estado de México. El plantel que más aciertos pide es el Colegio Nacional de Educación Profesional Técnica n.º 2 con 72 aciertos.

### Centro de Bachillerato Tecnológico Agropecuario (CBTA)
El Centro de Bachillerato Tecnológico Agropecuario cuenta con 10 planteles en el Valle de México, 5 en la Ciudad de México y otros 5 en el Estado de México. El plantel que más aciertos solicita es el Centro de Bachillerato Tecnológico Agropecuario n.º 5 con 65 aciertos.